# U-14 (1936)
| U-14                       | U-14                                               | U-14                                               |
| -------------------------- | -------------------------------------------------- | -------------------------------------------------- |
|                            |                                                    |                                                    |
|                            |                                                    |                                                    |
|                            |                                                    |                                                    |
| Верф                       | Deutsche Werke, Кіль                               | Deutsche Werke, Кіль                               |
| Під прапором               | Третій Рейх                                        | Третій Рейх                                        |
| Порт приписки              | Мемель Кіль Вільгельмсгафен                        | Мемель Кіль Вільгельмсгафен                        |
| Спуск на воду              | 28 грудня 1935                                     | 28 грудня 1935                                     |
| Виведений зі складу флоту  | травень 1945                                       | травень 1945                                       |
| Сучасний статус            | затоплений                                         | затоплений                                         |
| Проєкт                     |                                                    |                                                    |
| Тип ПЧ                     | Малий ДПЧ                                          | Малий ДПЧ                                          |
| Основні характеристики     |                                                    |                                                    |
| Швидкість (надводна)       | 13 вузлів                                          | 13 вузлів                                          |
| Швидкість (підводна)       | 7,0 вузла                                          | 7,0 вузла                                          |
| Гранична глибина занурення | 150 м                                              | 150 м                                              |
| Екіпаж                     | 25 осіб                                            | 25 осіб                                            |
| Розміри                    |                                                    |                                                    |
| Довжина найбільша (по КВЛ) | 42,7 м                                             | 42,7 м                                             |
| Ширина корпусу найб.       | 4,08 м                                             | 4,08 м                                             |
| Висота                     | 8,6 м                                              | 8,6 м                                              |
| Середня осадка (по КВЛ)    | 3,90 м                                             | 3,90 м                                             |
| Водотоннажність надводна   | 279 т                                              | 279 т                                              |
| Озброєння                  |                                                    |                                                    |
| Артилерія                  | 1 × 2 cm/65 C/30 (1000 снарядів)                   | 1 × 2 cm/65 C/30 (1000 снарядів)                   |
| Торпедно- мінне озброєння  | 3 TA 5 торпед або 18 мін (за іншими даними ТМА 12) | 3 TA 5 торпед або 18 мін (за іншими даними ТМА 12) |

U-14 — малий німецький підводний човен типу II-B для прибережних вод, часів Другої світової війни. Заводський номер 249.

## Бойовий шлях
Введений в стрій 18 січня 1936 року. До 1 липня 1940 року був приписаний до 3-ї флотилії. Після до 24-ї флотилії як навчальний підводний човен. З 1 січня 1940 року переведений до 22-ї флотилії. Здійснив 6 бойових походів, потопив 9 суден (12 344 брт). 2 або 5 травня 1945 був затоплений екіпажем у бухті міста Вільгельмсгафен.

## Командири
- Капітан-лейтенант Віктор Ерн (18 січня 1936 — 4 жовтня 1937)
- Капітан-лейтенант Горст Велльнер (5 жовтня 1937 — 11 жовтня 1939)
- Оберлейтенант-цур-зее Герберт Вольфарт (19 жовтня 1939 — 1 червня 1940)
- Капітан-лейтенант Гергард Бігальк (2 червня — серпень 1940)
- Оберлейтенант-цур-зее Ганс Гайдтманн (серпень — 29 вересня 1940)
- Капітан-лейтенант Юрген Кененкамп (30 вересня 1940 — 19 травня 1941)
- Оберлейтенант-цур-зее Губертус Пуркольд (20 травня 1941 — 9 лютого 1942)
- Оберлейтенант-цур-зее Клаус Петерсен (10 лютого — 30 червня 1942)
- Оберлейтенант-цур-зее Вальтер Кентопп (1 липня 1942 — 20 липня 1943)
- Оберлейтенант-цур-зее Карл-Герман Бортфельдт (21 липня 1943 — 1 липня 1944)
- Оберлейтенант-цур-зее Ганс-Йоахім Діркс (2 липня 1944 — 6 березня 1945)

## Потоплені судна
| Дата           | Тип судна      | Назва судна | Тоннаж | Статус    | Належність      | Примітка | Вантаж                       | Координати                                                |
| -------------- | -------------- | ----------- | ------ | --------- | --------------- | -------- | ---------------------------- | --------------------------------------------------------- |
| 25 січня 1940  | вантажне судно | Biarritz    | 1 752  | потоплено | Норвегія        |          | генеральний вантаж           | 52°39′ пн. ш. 4°15′ сх. д. / 52.650° пн. ш. 4.250° сх. д. |
| 15 лютого 1940 | вантажне судно | Sleipner    | 1 066  | потоплено | Данія           |          | вугілля                      | 58°18′ пн. ш. 1°46′ зх. д. / 58.300° пн. ш. 1.767° зх. д. |
| 16 лютого 1940 | вантажне судно | Liana       | 1 646  | потоплено | Швеція          |          | вугілля                      | 57°25′ пн. ш. 1°35′ зх. д. / 57.417° пн. ш. 1.583° зх. д. |
| 16 лютого 1940 | вантажне судно | Osmed       | 1 526  | потоплено | Швеція          |          | вугілля                      | 57°25′ пн. ш. 1°35′ зх. д. / 57.417° пн. ш. 1.583° зх. д. |
| 16 лютого 1940 | вантажне судно | Rhone       | 1 064  | потоплено | Данія           |          | вугілля                      | 58°18′ пн. ш. 1°46′ зх. д. / 58.300° пн. ш. 1.767° зх. д. |
| 7 березня 1940 | вантажне судно | Vecht       | 1 965  | потоплено | Нідерланди      |          | в баласті                    | 51°45′ пн. ш. 3°05′ сх. д. / 51.750° пн. ш. 3.083° сх. д. |
| 9 березня 1940 | вантажне судно | Abbotsford  | 1 585  | потоплено | Велика Британія |          | сталь і льон                 | 51°21′ пн. ш. 2°55′ сх. д. / 51.350° пн. ш. 2.917° сх. д. |
| 9 березня 1940 | вантажне судно | Akeld       | 643    | потоплено | Велика Британія |          | генеральний вантаж           | 51°44′ пн. ш. 3°22′ сх. д. / 51.733° пн. ш. 3.367° сх. д. |
| 9 березня 1940 | вантажне судно | Borthwick   | 1 097  | потоплено | Велика Британія |          | 700 тон генерального вантажу | 51°44′ пн. ш. 3°22′ сх. д. / 51.733° пн. ш. 3.367° сх. д. |